# تپه‌باغ
تپه‌باغ (به ترکی استانبولی: Tepebağ) محله‌ای تاریخی در شهر قدیمی آدانا است. قرار گرفته در تپه‌ای مشرف به غرب رودخانه سیهان٬ کمی راه پس از تاش‌کپرو، این محله نشان دهنده معماری سنتی از شهرستان می‌باشد. تپه‌باغ جزو نخستین شهرک‌های شهر می‌باشد.

## تاریخ
در طول تاریخ نیز آدانا چندین بار در این محل بازسازی شده. معماری شهر در اواسط سده ۱۹ با الهام گرفتن از زندگی عشایری ترکمنها و یوروکها می‌باشد، البته بارها خانه‌هایی که در کنار رود سیهان بودند به دست سیل نابود شدند.
تا اواخر سده ۱۹ آدانا شامل خانه‌های یک طبقهٔ خشت و گلی بوده، در طی این مدت آدانا پیشرفت چشم‌گیری در موارد صنعتی و نیز صنعت پنبه داشت؛ و نیز در دوران توسعه پس از خانه‌های کاه گلی خانه‌های دو و سه طبقه ساخته شد که هم‌اکنون خانه‌های سنتی آدانا را شکل داتده است.

## سبک معماری
سبک تپه‌باغ از تپه به دشت می‌باشد، که بیشتر خانه‌ها در مناطق کم شیب و دشت ساخته شده بود. بیشتر خانه‌های ۲و۳ طبقه آدانا روی زمین ساخته شده بود. خیلی از خانه‌ها روی زمین ساخته شده بود ولی خانه‌های محدودی هم نیز با زی زمین وجود داشتن. اکثر خانه‌ها با آجر و برخی با چوب ساخته شده بود. البته ساختمان‌های جدید با بتن نیز ساخته شده‌اند.

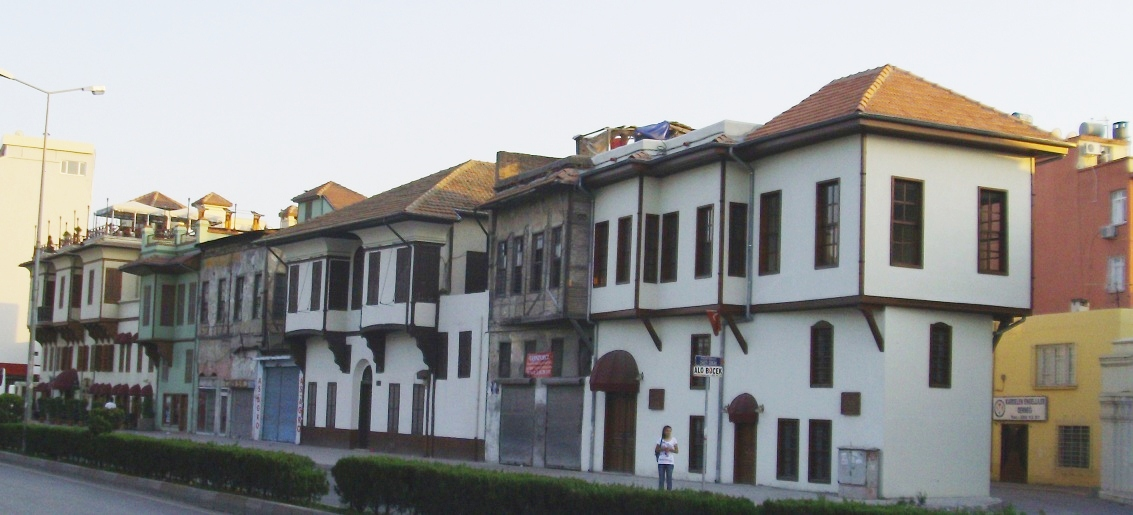
خانه‌های ردیفی در تپه‌باغ